# Metrominuto
Un metrominuto és un plànol pensat per a visualitzar diferents rutes a peu (idea original de la ciutat de Pontevedra), que sembla un pla de metro, però és un pla que indica les distàncies i temps que es triga en recorre-l'as a peu. La velocitat considerada és d'entre 4 i 5 km/h. S'agafa un lloc de la ciutat com punt 0 i a partir d'aquest es creen els recorreguts. Es poden crear recorreguts de diferents llocs d'interès,... Dit això, el projecte va ser premiat amb el premi europeu de la mobilitat o premi Intermodes per considerar-se el primer mapa de transport pedestre d'Europa.
La gran novetat del metrominuto va ser que crear un plànol per traslladar-se per la ciutat a peu amb un mitjà de transport no convencional elevant a la categoria de transport urbà el fet d'anar caminant, per tenir-ho en compte en el disseny de l'espai a les ciutats.

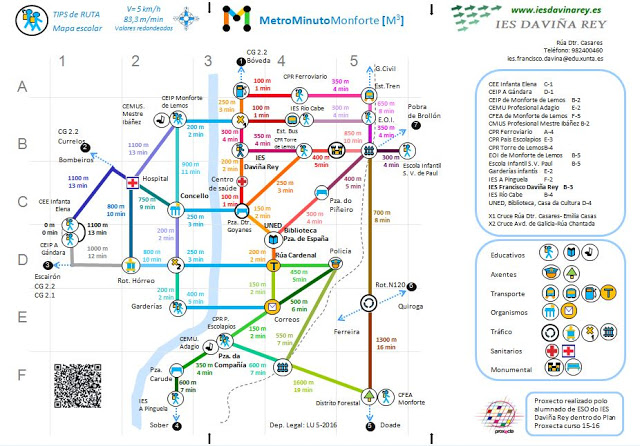